# Philippe Simonneau
Philippe Simonneau, né le 3 février 1685 à Paris et mort en 1753 dans la même ville, est un graveur français.
Il est le fils de Charles Simonneau et le neveu de Louis Simonneau.